# Walter Henrique de Oliveira
Walter Henrique de Oliveira (sinh ngày 21 tháng 10 năm 1968) là một cầu thủ bóng đá người Brasil.

## Sự nghiệp câu lạc bộ
Walter Henrique de Oliveira đã từng chơi cho Júbilo Iwata, Honda, Consadole Sapporo và Montedio Yamagata.